# Седулий Скот
Седу́лий Скотт, или Седулий Скот (лат. Sedulius Scottus, Scotus, IX в.) — поэт и писатель, грамматик, богослов ирландского происхождения. Видный деятель Каролингского возрождения.

## Очерк биографии и творчества
В 848 году Седулий прибыл к королю франков Карлу Лысому в составе посольства верховного короля Ирландии Маэлсехнайлла мак Маэл Руанайда. При покровительстве епископов Хартгария (840—855) и Франиона (855—901) он основал крупный центр культуры в Льеже. Там же обучал сыновей императора Лотаря и Карла. Написал для них прозиметром «Книгу о христианских правителях» («Liber de rectoribus christianis»), в жанре «королевского зерцала» (speculum principum), в которой находят параллели с «Утешением Философией» Боэция и с ирландским трактатом «О двенадцати злоупотреблениях в миру» (VIII в.).
Автор комментариев к грамматикам Евтихия, Присциана и Элия Доната (два текста — один к «Малой грамматике», другой к «Большой грамматике»).
Среди богословских работ — комментарии на Евангелие от Матфея, Марка, Луки и комментарии на Послания апостола Павла (Collectanea in omnes Pauli epistulas). Последние интересны тем, что в них приводятся тексты основателя ереси пелагиан, Пелагия, обосновавшегося в Ирландии.
В компиляции цитат (с комментариями) из латинских авторов «Collectaneum miscellaneum» («Всякая всячина») Седулий ссылается на восемь разных произведений Цицерона, тогда как его современники ограничивались обычно одним или двумя. Отрывки из речи «В защиту Пизона» (In Pisonem) сохранились только благодаря цитатам в «Collectaneum». Из философских работ Седулия наиболее значителен комментарий на «Введение» (к аристотелевскому «Органону») Порфирия.
Седулию также приписывают поэтический сборник «Carmina», состоящий из 83 стихотворений. Некоторые стихотворения связывают автора с Северным Уэльсом и, вероятно, написаны до прихода на континент. Одно из них, «О разгроме норманнов» — торжественный гимн, приуроченный к победе над викингами в Уэльсе и повествующий о гибели предводителя викингов Гормра.
Последние сочинения Седулия Скотта датируются около 874 года.

## Издания и литература
- Sedulii Collectanea in omnes Pauli epistulas // MPL 103 (1864), col. 9-270.
- Sedulii De rectoribus christianis // MPL 103 (1864), col. 291—332.
- Sedulii opera omnia, rec. Johannes Huemer. Vindobonae, 1885 (= Corpus scriptorum ecclesiasticorum latinorum. Vol. 10) (Гугл-превью) (Opus paschale; Carmina)
- Düchting R. Sedulius Scottus. Seine Dichtungen. München: Fink, 1968.
- Стихи Седулия Скотта // Памятники средневековой латинской литературы IV—IX вв. М., 1970. С. 347-57.
- Commentum Sedulii Scotti in maiorem Donatum grammaticum, ed. Denis Brearly. Toronto, 1975 (= Pontifical Institute of Mediaeval Studies. Studies and texts. Vol. 27).
- Sedulius Scottus. In Donati artem maiorem / ed. Bengt Löfstedt. Turnholt: Brepols, 1977 (= Corpus christianorum. Continuatio mediaevalis. Vol. 40B).
- Sedulius Scottus. In Donati artem minorem. In Priscianum. In Euthychem / ed. Bengt Löfstedt. Turnholt: Brepols, 1977 (= Corpus christianorum. Continuatio mediaevalis. Vol. 40C).
- Jean Meyers. L’Art de l’emprunt dans la poésie de Sedulius Scottus. Paris: Les belles lettres, 1986. 220p. (= Bibliothèque de la Faculté de philosophie et lettres de l’université de Liège. Fasc. 245).
- Sedulii Collectaneum miscellaneum, ed. D. Simpson. Turnholt: Brepols, 1988 (= Corpus christianorum. Continuatio mediaevalis. Vol. 67).
- Sedulii Scotti Carmina. Turnholt: Brepols, 1991 (= Corpus christianorum. Continuatio mediaevalis. Vol. 117).
- Sloan M. C. The Harmonious Organ of Sedulius Scottus. Introduction to his Collectaneum in Apostolum and translation of its Prologue and commentaries on Galatians and Ephesians. Berlin, 2012.